# Lycaena hungarica
Lycaena hungarica är en fjärilsart som beskrevs av Szabó 1956. Lycaena hungarica ingår i släktet Lycaena och familjen juvelvingar. Inga underarter finns listade i Catalogue of Life.